# غدب هنري
غدب هنري (باللاتينية: Scrophularia henryi ) هو نوع نباتي يتبع جنس الغدب من الفصيلة الغدبية.